# Скалисти планини (национален парк)
Националният парк Скалисти планини (на английски: Rocky Mountain National Park) е национален парк на САЩ, който се намира в северната част на щата Колорадо, в района на Скалистите планини и покрива площ от около 1076 km2. В него се намира изключително разнообразие на животински и растителни видове, планински забележителности, гори, тундра, както и места за къмпинги и планински пътеки за катерене.

## География
Паркът е естествено разделен на две – източна и западна част. Източната част е с по-сух климат, заледени върхове и циркуси. Западната е с влажен климат и изобилие на гори.
Паркът има планински пътеки с обща дължина 578 km, 150 езера и 720 km в ручеи и потоци. Също така в него се намират 60 върха с височина над 3700 m, най-високият от които е Лонгс Пик (4345 m)

## Климат
Най-топлите месеци са юли и август, когато температурите достигат над 25 °C въпреки че не е необичайно да паднат под точката на замръзване през нощта. Гръмотевичните бури също не са рядкост. В средата на октомври започват обилни снеговалежи и траят до май. Снегът се топи в ниските части, но във високите се задържа цяла зима, което води до затваряне на някои пътища. Пролетта е влажна, с редуване на дъждове и снегове. В редки случаи снеговете може да продължат до юли месец. Западната част като правило получава много повече валежи от източната.

## Флора и фауна
Алпийските диви цветя преживяват тежкия климат и прибавят различни цветове към пейзажа от април до септември. Най-често срещаните дървета са боровете. При по-голяма височина дърветата изчезват и дават място на безкрайната тундра и тревни площи. Паркът е известен най-вече с по-големите видове животни като вапити и дългорогия овен, но тук могат да се видят и различни видове колибри, катерици и други. Ранобудните посетители на парка имат най-голям шанс да видят някои от видовете животни в парка.